# Udaczne
Udaczne (ukr. Удачне) – osiedle na Ukrainie, w obwodzie donieckim, w rejonie pokrowskim, siedziba hromady. W 2024 liczyła 300 mieszkańców.